# Hogna spenceri
Hogna spenceri is een spinnensoort uit de familie van de wolfspinnen (Lycosidae).
De wetenschappelijke naam van de soort werd in 1898 als Lycosa spenceri gepubliceerd door Reginald Innes Pocock.